# Dream a Little Dream
Dream a Little Dream (bra: Um Sonho Diferente; prt: Uma Garota de Sonho) é um filme de adolescente de 1989 dirigido por Marc Rocco e estrelado por Corey Feldman, Corey Haim, Meredith Salenger, Jason Robards, Piper Laurie e Harry Dean Stanton. As filmagens ocorreram em Wilmington, Carolina do Norte. A sequência do filme, Dream a Little Dream 2, foi lançada em 1995.